# توناز (ميزوري)
توناز (بالإنجليزية: Tunas)‏ هي إحدى المجتمعات الفردية (غير مصنفة) في ولاية ميزوري في الولايات المتحدة الأمريكية.